# 김대중 납치 사건

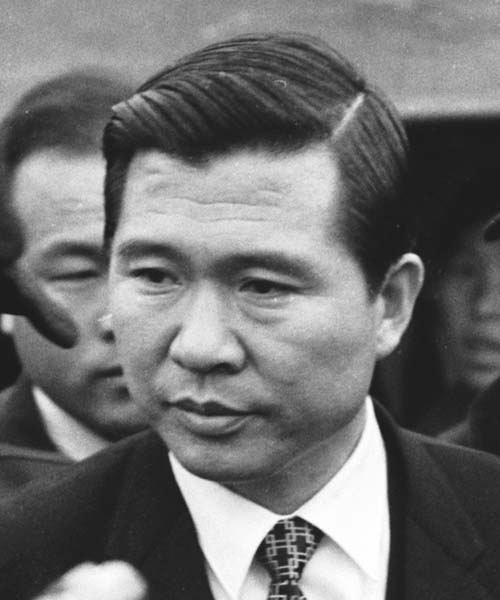
김대중 (1970년)

김대중 납치 사건(金大中拉致事件)은 일본에 망명 중이던 대한민국의 정치인 김대중이 1973년 8월 8일 오후 1시경 일본 도쿄도의 그랜드팰리스 호텔 2210호실에서 대한민국 중앙정보부 요원들에 의해 납치되었다가, 5일 만인 8월 13일에 서울 동교동 자택 근처에서 발견된 사건이다.

## 사건의 배경
3.15 부정선거를 자행한 자유당 이승만 정권은 4·19 혁명으로 몰락하였다. 과도기 권한대행 체제를 거치며 출발한 제2공화국은 5·16 군사쿠데타로 박정희가 정권을 장악하면서 11개월 만에 단명하고 말았다. 반공, 친미, 경제개건 등을 공약으로 내세웠던 군사정권은 언론을 탄압하고 모든 정치활동을 금지시킨 상태에서 공화당 조직작업을 진행하였다. 이어 헌법을 개정하여 직접선거와 대통령 중심제의 정부 체제를 만들었다. 1963년 10월, 박정희는 출마하지 않겠다던 약속을 깨고 대선에 나가 대통령으로 당선되었다. 11월에 진행된 총선에도 군사정권에 참여했던 많은 군인들이 군복을 벗고 출마하여 국회의원이 되면서 공화당의 승리로 마감되었다. 1963년 12월 17일, 박정희가 대통령에 취임하면서 제3공화국이 출발하였다.

### 제7대 대통령 선거
연임에 성공한 박정희가 삼선개헌을 추진하자 전국적으로 개헌반대 시위가 들끓었다. 야당 역시 극렬히 반대했으며 여당 내에서 조차 반대가 있었다. 박정희는 1968년 5월 '국민복지회 사건'을 이용하여 당내 반대파인 김종필 지지세력을 제거하는등 여러 편법을 동원하며 반대세력을 무마시켰다. 또한 1969년 9월 14일 새벽에 개헌안을 기습 날치기로 통과시켜 대선 출마의 근거를 마련하였다. 한편, 김대중은 1970년 9월에 진행된 전당대회에서 경선을 통하여 김영삼을 누르고 신민당 대통령 후보가 되었다.
유세기간 중 김대중은 이번에 정권교체에 실패할 경우, 박정희가 영구 집권을 위해 총통제를 실시할 것이며, 계획에 대해 확실한 증거를 가지고 있다고 주장하며 지지를 호소하였다. 김대중과 박정희의 양자대결 구도로 진행된 선거는 야당 후보인 김대중이 정책 대결을 이끌며 선전하였다. 그러나 1971년 4월 27일에 치러진 제7대 대통령 선거에서 민주공화당 후보였던 박정희 대통령에게 94만표 차이로 석패한 와중에, 대선 전후 기간 동안 김대중에게 불미스러운 사건이 자주 일어났다.

### 폭발물 사고
1971년 1월 27일, 동교동 자택 마당에서 사제 폭발물이 폭발하는 사건이 발생했다. 당시 김대중은 야당 대통령 후보 자격으로 방미중이었다. 대선을 목전에 두고 제1야당의 대통령 후보 집에서 발생한 사건이라 국회까지 나서서 진상규명을 요구하는 등 정국이 경색될 조짐을 보였다. 경찰은 김대중의 집에서 일하는 가정부 조행덕(22세)의 진술을 근거로 김대중의 조카 김홍준(당시 15세)을 구속하였다. 김홍준은 장난삼아 한일이라 자백하였다. 그러나 이틀 후 벌어진 구속적부심 심사에서 김홍준은 범행 사실 자체를 부인하고 경찰의 위협과 가혹행위 때문에 허위 자백을 했다고 진술을 번복하였다. 법원은 구속 소명자료가 불충분하다며 석방을 결정했다.

### 교통 사고
대통령 선거가 끝나자마자 같은 해 5월 25일에 치러지는 제8대 국회의원 선거를 위한 유세가 진행되었다. 지원유세에 나섰던 5월 24일, 김대중이 탄 차량과 14톤 대형 트럭이 충돌하는 사고가 발생했다. 원래는 목포에서 비행기를 타고 수원으로 이동할 계획이었으나 결항으로 인해 차량을 이용하여 광주로 이동하던 중에 사고가 일어났다. 김대중은 이 사고로 인해 양팔 정맥과 골반 관절 부위에 부상을 당해서 장애인이 되었으며 사망하기 전까지도 이때의 사고를 당시 정권의 암살 시도였다고 주장했다. 일련의 사건 사고로 인해 신변에 위협을 느낀 김대중은 교통사고 후유증과 지병을 치료하고자 일본을 왕래하기 시작했다.

### 유신과 도미
1972년 10월 11일, 김대중은 1971년 5월에 있었던 교통사고로 다친 고관절 치료를 위해 일본으로 건너갔다. 일본 게이오 대학병원에 입원 치료하며 지내던중 10월 17일 비상계엄령과 동시에 10월 유신이 선포되자 김대중은 귀국을 포기하고 망명을 선택했다. 귀국한다해도 계엄하에 국회가 강제해산되었고 정치활동이 금지된 상황에서는 아무런 투쟁활동도 할 수 없는 반면에, 해외에서 박정권의 독재와 싸우는 것이 여러모로 유리하다고 판단했기 때문이었다. 유신 직후부터 김대중은 일본과 미국을 오가며 외신을 통해 유신 체제를 비판, 규탄하였고 1973년 7월 6일 미국 워싱턴에서 한국민주회복통일촉진국민회의(한민통)라는 단체를 조직하여 초대의장으로 취임해 교포 사회를 중심으로 반정부 투쟁을 벌이기 시작한다.
한편, 박정희 정부는 10월 유신을 선포하기 전인 1972년 5월, 이후락 중앙정보부장을 평양으로 몰래 보내 김일성 그리고 김영주 조직지도부장과 회담을 가지도록 했다. 또한 김영주 부장을 대리하여 박성철 제2부수상이 5월 29일부터 6월 1일까지 서울을 답방하여 이후락 부장과 2차례, 박정희와 한 차례 회담을 가졌다. 그 결과 7월 4일에 조국통일 촉진을 위한 원칙에 대한 합의가 담긴 남북공동성명을 발표하며 남북간 평화 분위기가 조성되었는데, 10월 유신이 있기 전에도 정부에서 북한에 먼저 통보를 해주게 된다.

## 사건 경위

### 습격과 납치
워싱턴에서 미주 한민통을 조직한 김대중은 일본 지부를 조직하기 위해 1973년 7월 10일 일본에 입국하였다. 도쿄의 히비야 공원에서의 반(反)박정희 집회 참가를 앞두고 8월 7일에 도쿄 팰리스 호텔 501호에 투숙하고 있었다. 8월 8일 오전에 택시로 이동하여 그랜드 팰리스 호텔 2211호에 머물고 있던 양일동 민주통일당 대표와 만나 대화를 나누었다. 오후 1시 경 대화가 끝나고 방을 나오던 도중 괴한들에게 습격을 당했고, 비어 있었던 2210호실에 감금되었다. 김대중은 이 방에서 마취약을 투여받아 의식을 잃은 상태로 납치되었다.

### 수장 시도
김대중을 넘겨받은 용금호에 있던 자들은 급히 출항한 뒤 김대중을 배밑 쪽 선실로 끌고가서 몸을 새롭게 묶기 시작했다. 손발을 꼼짝 못하게 묶고 눈에는 테이프를 여러 겹 붙인 다음 그 위에 다시 붕대를 감았다. 그리고 오른손목과 왼발목에 각각 수십 킬로그램이 되는 돌을 달았다. 마지막으로 등에 판자를 대고 몸과 함께 묶으며 "던질 때 풀어지지 않도록 단단히 묶어" 등의 말을 주고 받았다. 당시 상황에 대해 김대중 전 대통령은 "발은 밧줄로 양쪽을 묶어서 당기려고 해도 끄떡도 않았다. 바다에 던질 계획을 하는데 솜이불을 붙여야 안 떠오른다고 했다. 그리고 자기들끼리 이야기를 하는데 어떻게 하면 상어가 먹기 좋다는 말도 하더라"라고 증언했다. 꼬리에 꼬리를 무는 그날 이야기(꼬꼬무, 서울방송)에 따르면, 당시 김대중은 독실한 천주교 신자(세례명:토마스 모어)로서 예수님께 간절히 "국민들이 불쌍하니 살려달라"면서 기도를 드렸다고 한다.

### 강제귀국과 방면
김대중이 바다에 수장될 위험이 있는 상황에 처해 있을 때 동해 일본측 해안에서 해상자위대 함정이 추격해 왔다. 사건이 발각될 것을 우려한 괴한들은 계획을 변경하여 김대중을 8월 13일 밤 10시경에 서울의 동교동 자택 근처에 있는 주유소 근방 뒷골목에 풀어주었다. 김대중은 그의 자서전에서 "나는 집 문 앞에 이르러 이제 막 퇴근해서 돌아오는 가장들처럼 초인종을 눌렀다"고 하였다. 항간에는 중앙정보부장 이후락이 윤필용 사건으로 잃은 신임을 만회하기 위해 저지른 무리수 또는 과잉충성이라는 주장도 있지만, 김대중은 여러 차례 박정희가 이 사건을 직접 지시한 것이라고 주장했다.

## 사건 이후
사건을 조사한 일본 경찰은 납치 현장에 주일 한국 대사관의 1등 서기관 김동운 중앙정보부 요원의 지문을 발견했다고 밝혔다. 이에 따라 일본 정부의 양해 없이 김대중을 납치해 강제로 한국으로 압송한 것은 일본의 주권을 침해한 것이라는 의견이 대두되었다. 1973년 8월 23일에 열린 참의원 법무위원회에서는 한국 정보기관의 관여 혐의, 주권 침해 여부, 김대중의 재도일(再渡日), 일본의 수사 상황 등을 정부 측에 물었다. 이에 대해 다나카 이사지 법무성 장관은 "나의 제6감으로 볼 때 이 나라 비밀 경찰의 소행이 틀림없다"라고 발언했다. 하지만 오히라 마사요시 외무성 장관은 사건에 대해 단정할 수는 없으며, 박정희의 해명 이후 일본의 태도를 결정하겠다고 답변했다. 이 사건으로 납치사건에 대해 동아일보를 비난한 논조를 올린 요미우리 신문은 대한민국 문교부로부터 1973년 8월 26일부로 요미우리 신문 서울지국에 대한 전면 폐국 명령을 받았다.
이어 박정희는 1973년 8월 25일 한국 대사관의 이상진 정무담당참사관을 통해 '일본 국회 등의 논의나 신문의 보도 등에서 한국 정부의 직원이 사건에 개입되어 있는 듯한 내용을 전개하는 것은 유감'이라는 뜻을 전달했다. 그러자 다나카 법무성 장관은 이러한 태도를 가리켜 "매우 괘씸한 변명이다"라고 지적하며, '박정희의 그러한 태도는 우리 국회에 대한 중대한 간섭'이라고 비판했다.
주일공사 김재권은 주일 대사관 일등 서기관 신분으로 위장하고 있던 김동운에게 공작 계획의 수립을 지시했다. 김동운의 계획안을 접수한 차장보 이철희와 해외공작국장 하태준은 해외공작단장 윤진원과 함께 계획을 검토했다. 김대중을 그랜드팔레스호텔에서 직접 납치한 사람들은 이미 여러 자료에서 나타난 바와 같이 해외공작단장 윤진원, 주일대사관 참사관 윤영로, 일등서기관 홍성채·김동운, 이등서기관 유영복·유충국 등이며 일등서기관 한춘은 현지정찰임무를 수행했다. 이들 ‘행동대원’은 젊은 말단직원들이 아니었다. 당시 직급으로 윤영로와 한춘은 이사관인 2급 갑, 홍성채·김동운·유영복은 부이사관인 2급 을, 유충국만 서기관인 3급 갑으로 모두 상당히 고위직에 이른 인물들이었다. 그러나 납치 현장에 수많은 유류품과 지문을 남겨놓는 결정적인 실수를 저질렀다.
중앙정보부원들은 원래 양일동이 묵는 2212호의 건너 옆방인 2210호실을 예약했는데 마침 앞방인 2215호실의 문이 열려 있어 두 방에 나눠서 요원들이 대기했다. 그중 2215호에 우연히 이북 담배가 있었다는 것이고, 다량의 유류품을 남기게 된 것은 복도에서 김대중을 배웅 나온 통일당 김경인 의원과 마주쳐 그렇게 되었다고 한다. 2210호실에 있던 납치대원들이 급하게 김대중을 끌고 내려가면서 2215호실에 있던 감시조가 뒤처리를 해줄 것이라 생각했는데, 감시조는 2210호실 상황을 보지 않고 그냥 빠져나왔다. 어쨌든 납치는 성공했고, 중앙정보부원들은 일본 경찰의 감시망을 따돌리고 도쿄를 빠져나와 무사히 공작선 용금호가 대기중인 오사카에 도착하여 김대중을 국내로 실어 보냈다.
윤진원은 이 무렵 마음속으로 심한 갈등을 겪고 있었다. 자신의 손으로 처리해야 한다면 토막 살인을 하기에도 충분한 시간이 있었다. 자기 손으로 김대중을 살해해야 한다는 것은 너무나 큰 부담이었다. 김대중이 살아날 수 있었던 것은 윤진원도 이후락도 박정희도 모두 자기 손에 피를 묻히기 싫어했기 때문이었다. 1976년 말이나 1977년 초에 중앙정보부에서 작성한 것으로 보이는 ‘KT사건 관여인사 일람표’를 보면, 윤진원에 대해서는 사후관리 방안으로 ‘복직 또는 취직 알선’이라고 한 반면, 김동운에 대해서는 본인이 보직 변경을 희망하므로 상응한 보직을 부여할 것을 건의하고 있는 것으로 보아 김동운은 형식적인 해임 후 바로 복직되었음을 알 수 있다. 김동운은 해직 1년 후에 복직되어 8국 부단장에 임명되었으나 두 달 후 일본이 이 사실을 알고 항의해 원남동에 사무실을 얻어 직책도 없이 부이사관급 대우를 받으며 8년 동안 근무하다가 1982년 말 퇴직했다.
이어 1973년 9월 5일, 경시청은 주일 한국 대사관의 김동운 일등서기관을 용의자로 지목했다. 일본 야당 측에서는 "한국 정부의 주권 침해에 대해 강력히 대응할 것"을 요청했으나 일본 정부 측은 "지금은 진상 규명이 첫째로, 현 단계에서는 주권 침해라고 볼 수 없으며, 지금과 같은 한국과의 관계를 변경할 생각은 없다"라고 답변했다.
1973년 9월 17일 한국 정부는 《김대중 납치 사건 수사 자료》를 발표하고, "용금호에 대해 면밀히 조사했으나, 현재까지 김대중 납치 용의점을 발견할 수 없었다" 라고 일본 정부에 회답했다. 이어 9월 21일에는 일본 국회에서 내각 불신임안이 제출되었으나 부결되었다. 이 불신임안의 제출 이유에는 김대중 납치 사건이 포함되었다.
1973년 11월 1일, 박정희는 납치 사건에 대한 주일 한국 대사관 직원의 관여 혐의를 인정하고 사의를 표명하려는 의향을 표명했으며, 김동운 일등서기관을 면직시켰다. 같은 날 박정희가 다나카 가쿠에이 총리에게 납치 사건에 대해 유감이라고 했다. 다음날 김종필 대한민국 총리가 일본을 방문해 다나카 총리와 회담을 가졌다. 이듬해인 1974년 8월 6일 일본 수사당국은 수사 보고서를 발표해 김대중 납치 사건의 범인 중 한 사람으로 김동운 일등서기관을 지목했다. 이에 박정희는 1974년 8월 14일에 그의 혐의에 대해 증거를 찾을 수 없었다고 일본 당국에 통보했다.
다음날에는 광복절 기념식장에서 일본에서 출생·성장한 재일 한국인 문세광이 박정희 대통령의 암살을 시도했다. 이로 인해 영부인 육영수가 피격되어 사망했으며, 시나 에쓰사부로 자유민주당 부총재가 9월 19일 일본 정부의 특사로 저격 사건의 진사를 위해 한국을 방문, 박정희 대통령과 회담을 가졌다.
1974년 10월 25일에 일본 당국은 박정희의 수사 결과는 납득할 수 없다며 상세한 설명을 요구했다. 박정희는 이 요청에 따라 1975년 7월 22일에 수사결과에 대해 다시 회답하면서, 사건 후 김동운 일등서기관의 직위 해제 이후 수사를 진행했지만 바람직한 결과를 얻을 수 없어 1975년 8월 14일에 수사를 중단했으며, 이후 비밀리에 수사를 진행했으나 혐의를 입증할 증거가 없어 불기소 처분을 했으며, 이후 도쿄에서 그의 언동이 품위에 어긋난다고 보여 공무원의 지위를 박탈했다는 요지를 통보했다.
일본 정부는 이러한 회답에 1975년 7월 23일에 미야자와 기이치 외무성 장관이 한국을 방문하여 양국의 정기 회담 개최에 합의하고 다음날 귀국했다. 귀국 즉시 미야자와 외무성 장관은 김대중 납치 사건의 결말이 지어졌다고 발언했다.
그러나 김형욱 전 중앙정보부장이 미국 의회에서 '김대중 납치 사건은 한국 중앙정보부의 범행'이라고 발언하면서 사건이 다시 불거졌다. 이어 1977년 7월 1일에 일본 교토통신과의 회견에서 증언을 두고 신빙성이 의심스럽다고 발언한 후쿠다 다케오 일본 총리를 비난하면서, "한일 두 정부가 반성하지 않고 계속해서 나의 명예와 신뢰성에 상처를 입혀 김대중 납치 사건의 진상에 대한 양국 국민의 눈을 가리려 한다면, 더욱 상세한 사실을 밝혀 양국 정부의 죄상을 고발하겠다"라고 밝혔다.
1987년 납치사건을 주도한 이후락 전 중앙정보부장이 사건의 전말에 대해 인터뷰를 한 신동아 10월호의 인쇄 작업을 안기부가 막는 사건이 발생했다. 이후락의 인터뷰가 한일간 외교문제를 일으킬 수 있다는 것이 이유였다. 신동아 기자들은 이에 항의하며 철야 농성을 벌였고 동아일보 측에서 이 사건을 보도하여 유력 외신들에게도 이 사건이 보도되는 등 파문이 확대되었고 결국 안기부 측이 방침을 철회하면서 일단락되었다.
하지만 1998년 공개된 중앙정보부의 김대중 납치계획 문건인 일명 KT공작 계획문서를 보면 살해 계획은 없었고, 일본에서 서포터를 받고 유신반대운동을 했던 김대중을 일본에서 납치 동교동 자택까지 강제로 끌고 온다는 것이 중앙정보부의 원래 계획으로 알려졌다.
그러나 국가정보원 과거사건 진실규명을 통한 발전위원회에 따르면 납치공작의 구체적 방안으로 살해계획이 추진됐는지에 관해 “초기 공작계획 수립 당시 ‘야쿠자’를 동원, 암살하는 방안과 납치 후 외교배낭 편으로 ‘반입’하려는 계획이 논의된 적이 있다는 관련자들의 진술에 의거, 공작목표는 살해였을 가능성도 배제할 수 없다”고 말했다.
다만 암살계획이 하달돼 일정단계에까지 진행되다 목격자 출현 등 상황변화로 인해 실행이 중지됐거나, 현지 공작관의 판단에 따라 살해계획을 포기하고 단순납치로 변경됐을 가능성도 있다고 설명했다.
게다가 1973년 5월 5일 김대중에게 보내진 익명의 편지에 따르면 "최근 정확한 소식에 의하면 선생님을 암살하려는 테러 음모를 꾸미고 있다"는 내용이 들어있어 정말로 암살할 계획이 없었는지는 알 수 없다.
2006년 2월, 대한민국 외교통상부는 1947년부터 1974년 사이의 비공개 외교문서를 공개하였다. 이로 인해 당시 납치 사건과 관련된 많은 내용이 세상에 알려지게 되었다.

## 같이 보기
| - 김대중 - 중앙정보부 - 김영삼 질산테러 사건 - 장면 피격 사건 - 김옥선 파동 - 박정희 - 대한민국 제4공화국 - 대한민국 제3공화국 | - 이후락 - 김영삼 - 양일동 - 장준하 - 윤보선 - 니가타 일본 적십자 센터 폭파 미수 사건 - 케이티 (영화) - 마치이 히사유키 (정건영) |

## 참고 자료
- 《전후일본외교사》, 이리에 미치마사, 1983년
- 《김대중 납치사건 진실규명》, 국가정보원 과거사건 진실규명을 통한 발전위원회, 2007년. (이곳 과 이곳에서 문서 내용을 확인할 수 있습니다.)